# Бивио ди Капанеле (Рим)
Бивио ди Капанеле је насеље у Италији у округу Рим, региону Лацио.
Према процени из 2011. у насељу је живело 1767 становника. Насеље се налази на надморској висини од 31 м.